# Derwin Martina
Derwin Martina (Amsterdam, Nederland, 19 juli 1994) is een voormalig Curaçaos-Nederlands profvoetballer. Hij speelt tegenwoordig op amateurniveau, bij OFC Oostzaan.

## Clubcarrière

### AFC Ajax
Vanaf 2008 doorliep Martina de jeugdopleiding van AFC Ajax. Hij begon als aanvaller, maar aan het einde van het seizoen 2011/12 zette trainer Said Ouaali hem op de rechtsbackpositie en vergeleek hij hem met Michael Reiziger. Op 4 juli 2013 werd bekendgemaakt door Ajax dat Martina een contract had getekend tot en met 30 juni 2014.
Gedurende het seizoen 2013/14 behoorde Martina tot de selectie van Jong Ajax, dat was toegetreden tot de Jupiler League.
Op 30 augustus 2013 maakte Martina zijn debuut in het betaald voetbal, in de vijfde wedstrijd van Jong Ajax in de Jupiler League, thuis tegen Jong FC Twente (2-1 winst). In de thuiswedstrijd tegen De Graafschap op 11 november 2013 pakte Martina in de 57e minuut een rode kaart, waarna een penalty volgde die benut werd. Jong Ajax verloor hierdoor met 2-1. Na afloop van de laatste training van Jong Ajax op 16 mei 2014 meldde Ajax via de officiële website dat Martina's aflopende contract niet werd verlengd.

### RKC Waalwijk
Op 25 juni 2014 maakte RKC Waalwijk bekend dat Martina transfervrij werd overgenomen van Ajax. Martina tekende voor twee jaar, met een optie op nog een seizoen. Op 8 augustus 2014 maakte Martina zijn officiële debuut voor RKC, in een eerste divisie-wedstrijd uit bij Roda JC die met 3-2 werd verloren. Martina kwam de hele wedstrijd in actie. Martina liep in oktober 2014, tijdens een vlucht naar Curaçao om zich bij de nationale ploeg van zijn land te voegen, een trombosearm op. De verwachting was dat hij minimaal tot de winterstop niet inzetbaar zou zijn. Begin januari 2016 kwam het nieuws naar buiten dat het contract van Martina met wederzijdse goedkeuring was ontbonden. Door veel blessureleed kwam hij tot slechts zestien officiële wedstrijden voor RKC. Tijdens de eerste seizoenshelft van het seizoen 2015/16 kwam hij helemaal niet meer in actie.

### Atlantis
In de zomer van 2016 ging Martina voor het Finse Atlantis FC spelen dat uitkwam in de Kakkonen. Eind september 2016 kwam hij met de Nederlandse spelers Salah Aharar, Irvingly van Eijma en Ayoub Ait Afkir in opspraak vanwege verdenkingen door de voorzitter van Atlantis vanwege matchfixing. De spelers ontkenden en verlieten de club. In december bleek uit onderzoek in de Volkskrant dat de spelers onschuldig waren en de club een speelbal was van meerdere groepen matchfixers.

### York City
Martina werd op 3 maart 2017 tot het einde van het seizoen 2016/17 vastgelegd door York City, op dat moment actief in de National League. Hier speelde hij op 7 maart 2017 één wedstrijd mee met de beloften. Later die dag werd zijn contract ontbonden. Dit was ook gelijk het einde van zijn profcarrière.

### Amateurs
In juni 2017 tekende Martina een tweejarig contract bij Achilles '29 dat uitkomt in de Tweede divisie. Een jaar later vertrok hij alweer. Pas in 2020 kwam hij bij een nieuwe club terecht, namelijk VV Noordwijk. Medio 2021 vertrok hij naar OFC Oostzaan.

## Interlandcarrière

### Jeugdinterlands
Als jeugdinternational kon Martina door zijn dubbele nationaliteit zowel uitkomen voor de jeugdelftallen van Nederland als Curaçao. In 2009 was hij actief als jeugdspeler voor Nederland onder 16 jaar. Voor dit team speelde hij zes wedstrijden waar hij eenmaal trefzeker in was. Daarnaast was hij voor Curaçao actief voor het elftal voor spelers onder 20 jaar. Met dit elftal was hij actief op het CONCACAF U-20 Championship in Mexico. Hij slaagde er met Curaçao niet in om de groepsfase van dit toernooi te overleven.
| Jeugdinterlands van Derwin Martina | Jeugdinterlands van Derwin Martina | Jeugdinterlands van Derwin Martina | Jeugdinterlands van Derwin Martina | Jeugdinterlands van Derwin Martina | Jeugdinterlands van Derwin Martina |
| Team (№ interlands)                | Datum                              | Wedstrijd                          | Uitslag                            | Soort Wedstrijd                    | Doelpunten                         |
| Als speler bij Ajax                | Als speler bij Ajax                | Als speler bij Ajax                | Als speler bij Ajax                | Als speler bij Ajax                | Als speler bij Ajax                |
| ---------------------------------- | ---------------------------------- | ---------------------------------- | ---------------------------------- | ---------------------------------- | ---------------------------------- |
| Onder 16 (1.)                      | 27 oktober 2009                    | Frankrijk - Nederland              | 0 – 0                              | 11e Tournoi Val de Marne '09       |                                    |
| Onder 16 (2.)                      | 29 oktober 2009                    | Spanje - Nederland                 | 1 – 2                              | 11e Tournoi Val de Marne '09       |                                    |
| Onder 16 (3.)                      | 4 december 2009                    | Brazilië - Nederland               | 2 – 0                              | Nike Intern. Friendlies U16 '09    |                                    |
| Onder 16 (4.)                      | 7 december 2009                    | Verenigde Staten - Nederland       | 0 – 3                              | Nike Intern. Friendlies U16 '09    | 25'                                |
| Onder 16 (5.)                      | 6 februari 2010                    | Nederland - Italië                 | 1 – 3                              | Albufeira 4 nations tourn. '10     |                                    |
| Onder 16 (6.)                      | 8 februari 2010                    | Nederland - Ierland                | 3 – 1                              | Albufeira 4 nations tourn. '10     |                                    |
| Onder 20 (1.)                      | 20 februari 2013                   | Mexico - Curaçao                   | 3 – 0                              | 2013 CONCACAF U-20 Championship    | 0                                  |
| Onder 20 (1.)                      | 22 februari 2013                   | El Salvador - Curaçao              | 2 – 1                              | 2013 CONCACAF U-20 Championship    | 0                                  |

### Curaçao
In september 2014 werd hij opgeroepen voor de nationale ploeg van Curaçao voor drie wedstrijden in de voorronde van de Caribbean Cup. Martina debuteerde op 28 maart 2015 voor Curaçao in de wk-kwalificatiewedstrijd thuis tegen Montserrat. Hij speelde de hele wedstrijd die met 2-1 gewonnen werd.

## Carrièrestatistieken

### Beloften
| Seizoen | Club      |                    | Competitie     | Competitie | Competitie |
| Seizoen | Club      | Wed.               | Competitie     | Dlp.       |            |
| ------- | --------- | ------------------ | -------------- | ---------- | ---------- |
| 2013/14 | Jong Ajax | Vlag van Nederland | Eerste divisie | 17         | 0          |
| Totaal  | Totaal    | Totaal             | Totaal         | 17         | 0          |